# 加藤光峰
加藤光峰（かとう　こうほう、1934年（昭和9年）5月1日‐2019年（令和元年）5月29日）は北海道室蘭市出身の書家。
桑原翠邦に師事。東京学芸大学書道科卒。卒業制作「殷人尊神」発表以来50余年にわたり、一貫して夏・殷・周時代の文字群をモチーフに創作活動。

東洋漢字圏特有の芸術と言われてきた書を、古代文字という漢字の始原に立ち返り、感性と思念で、書表現の全く新しい地平を開拓。

龜甲会主宰。毎年、上野の森美術館で開催される「龜甲展」は50回（2019年現在）を数える。

本名:加藤重美(かとう しげみ)､男性。

## 経歴
- 1957年　龜甲會の前身である龜甲書綫会創立
- 1961年　古代文字を主とした第一回『加藤光峰個展』開催／東京・銀座松坂屋画廊
- 1963年　全米9個所巡回個展
- 1970年　大阪万博・石坂泰三会長特別室に『東』『和』『饗』展示
- 1974年　羽田空港VIP室『鳳』展示（現在成田国際空港に展示）
- 1977年　個展『加藤光峰の書と生活空間』／東京・銀座姫路画廊個展
- 1978年　東京・新橋航空会館ロビー大理石壁面に『九光和同』刻字制作
- 1981年　第一勧業銀行（現みずほ銀行）本店貴賓室ロビーレリーフ『ふれあいの柵』三部作制作
- 1983年　ロンドンにて企画個展
- 1986年　ロサンゼルスにて企画個展

「現代の肖像・百人の書家」四季出版に掲載
- 1987年　台北にて個展『加藤光峰近作展』／台北国立歴史博物館
- 1999年　甲骨文字発見百年記念『加藤光峰展』開催／上野の森美術館
- 2001年　「国境なき医師団」のキャンペーンポスター制作協力
- 2004年　古事記三部作完結『天の岩戸』『大蛇退治』『海彦山彦』／上野の森美術館
- 2005年　古稀記念大作『自己との対話＝森羅萬象への畏敬と感謝』／上野の森美術館 テレビCMキリンラガービールに出演（共演：高嶋政伸・田中美里）  「WHITE BOOK」作品連載開始／アド・コムグループ出版

- 2007年　ニューヨーク個展／Forbes本社・フォーブスギャラリー
- 2009年　『文字の故事来歴』大作四部作完成展示／上野の森美術館

「今月の一語」連載開始 ／三菱地所ウエブサイト＝丸の内ドットコム
- 2010年　文字の周辺シリーズⅠ『解字・玉篇・萬象・新義』／上野の森美術館
- 2011年　文字の周辺シリーズⅡ『靈気・經典・古事・萬葉』／上野の森美術館

青山学院中等部講堂に額装『地の塩、世の光』を揮毫。
- 2012年　個展『祖甲師金・加藤光峰展』／上野の森美術館ギャラリー

併催・文字の周辺シリーズ3部作完成『上代日本の思想の系譜』／上野の森美術館
龜甲會選抜京都展／京都府立文化芸術会館
- 2013年　『霊と鬼』／上野の森美術館
- 2014年　論語『有朋自遠方來、不亦樂乎』／上野の森美術館、京都府立文化芸術会館

論語『不改其樂、賢哉囘也』／世田谷美術館ギャラリー
- 2015年　淮南子『道出一原通九門』／上野の森美術館

『阿吽』発表／世田谷美術館ギャラリー 朝日新聞全国版「ひと」欄掲載 　国際版「IKEBANA international」掲載
- 2016年　荘子『人之生氣之聚也。　…通天下一氣耳…』／上野の森美術館

第３回龜甲京都展／京都府立文化芸術会館 「日本の人かたち」掲載／アド・コムグループ発行
- 2017年　『鶴と亀』『雲と雨』『筆墨亂舞』（文手玄中子亂舞）発表／KITTE 丸の内アトリウム ［気と骨］スペシャル『加藤光峰』DVD＋ブック発売／一般社団法人倫理研究会発行 荘子『臨古啓新』発表／上野の森美術館 個展「加藤光峰プラタナス展」／(社)アメリカンクラブ　フレデリックハリスギャラリー第3回龜甲会作品展
- 2018年　『死生有命 富貴在天』『甲骨文・金文　臨書』発表／上野の森美術館・京都府立文化芸術会館　朝日新聞夕刊コラム　「ことばのたまゆら」（2018/8/1）
- 2019年　加藤光峰展　「文字伝説の誕生」発表、未発表作を含め過去の作品24点展示／上野の森美術館  『楽』発表／世田谷美術館ギャラリー

5月29日死去。享年85歳。

## 関連書籍等
- 『墨線の軌跡…加藤光峰』出版　1991
- 『墨線　加藤光峰の世界』出版（日外アソシエーツ刊）2008
- 『墨線の求道者　加藤光峰　－甲骨文字、金文の書芸術を究めた書家－』写真集　（藤原健）2015
- 『日本の 人 かたち』（アド・コム・グループ発行）　2016
- 『気と骨』スペシャル 加藤光峰（一般社団法人倫理研究所）　2017
- 『墨線　加藤光峰遺墨集』（天来書院）2020

## 語録
「古代文字は最もシンプルな形体で、しかも格調を兼ね備えてます。」

「文字を創り出した人間に対し、時を超えて驚きと畏敬の念を禁じえない。」

「古代文字には人間の普遍的な美意識、訴求力を強く感じます。」

「文字を通して、人間そのもの、すなわち運命に立ち向かうエネルギーに私は興味を持ったのです。」

（コラム「今月の一語」より引用）